# Славянофильство
Славянофи́льство — литературное и религиозно-философское течение русской общественной и философской мысли, оформившееся в 30-х—40-х годах XIX века и ориентированное на выявление самобытности России, её типовых отличий от Запада. Представители (славянофилы) выступали за развитие особого русского пути, отличного от западноевропейского. Развиваясь по нему, по их мнению, Россия способна донести православную истину до впавших в ересь и атеизм европейских народов. Славянофилы утверждали также существование особого типа культуры, возникшего на духовной почве православия, а также отвергали тезис представителей западничества о том, что Пётр I возвратил Россию в лоно европейских стран, и она должна пройти этот путь в политическом, экономическом и культурном развитии.

## Название

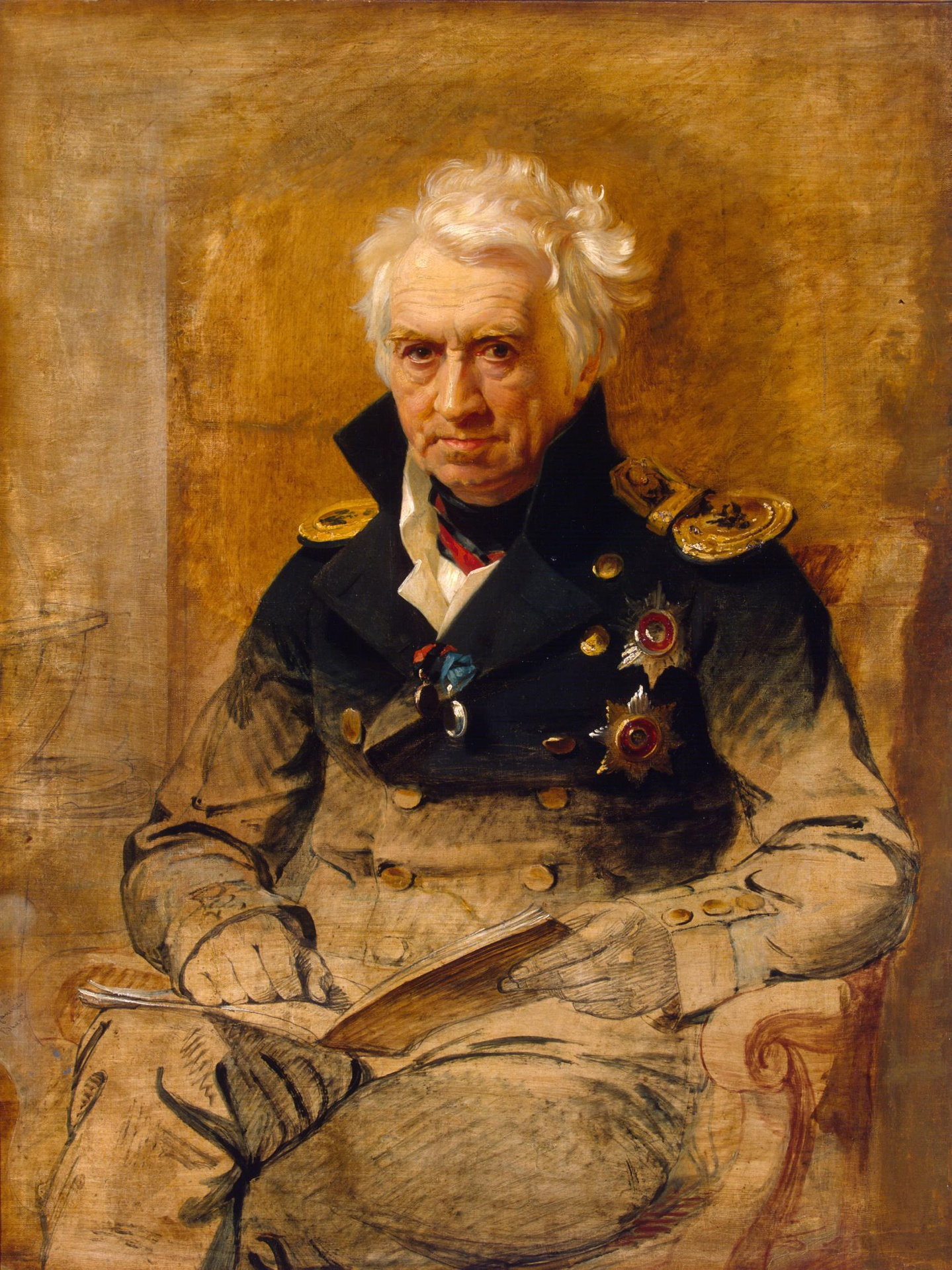
«Карамзинисты» для обозначения идей Александра Шишкова использовали термин «славянофильство», который впоследствии был позаимствован «западниками»

Сам термин «славянофильство» представляет собой клише, которое введено в обиход их основными идейными оппонентами — западниками.
Данный термин они заимствовали у последователей Николая Карамзина, которые называли так платформу Александра Шишкова. Сами же представители славянофильства предпочитали иные самоназвания: «москвичи», «московское направление», «московская партия», как противопоставление предпочтения Москве Санкт-Петербурга. Также употребляли такое обозначение как «восточники», противопоставляя себя адептам «западничества». Один из теоретиков «славянофильства» Александр Кошелёв также обозначал «славянофилов» как «туземников» или «самобытников».
Однако постепенно термин «славянофильство» прижился, потерял свой иронический подтекст и стал использоваться самими «славянофилами».

## Представители

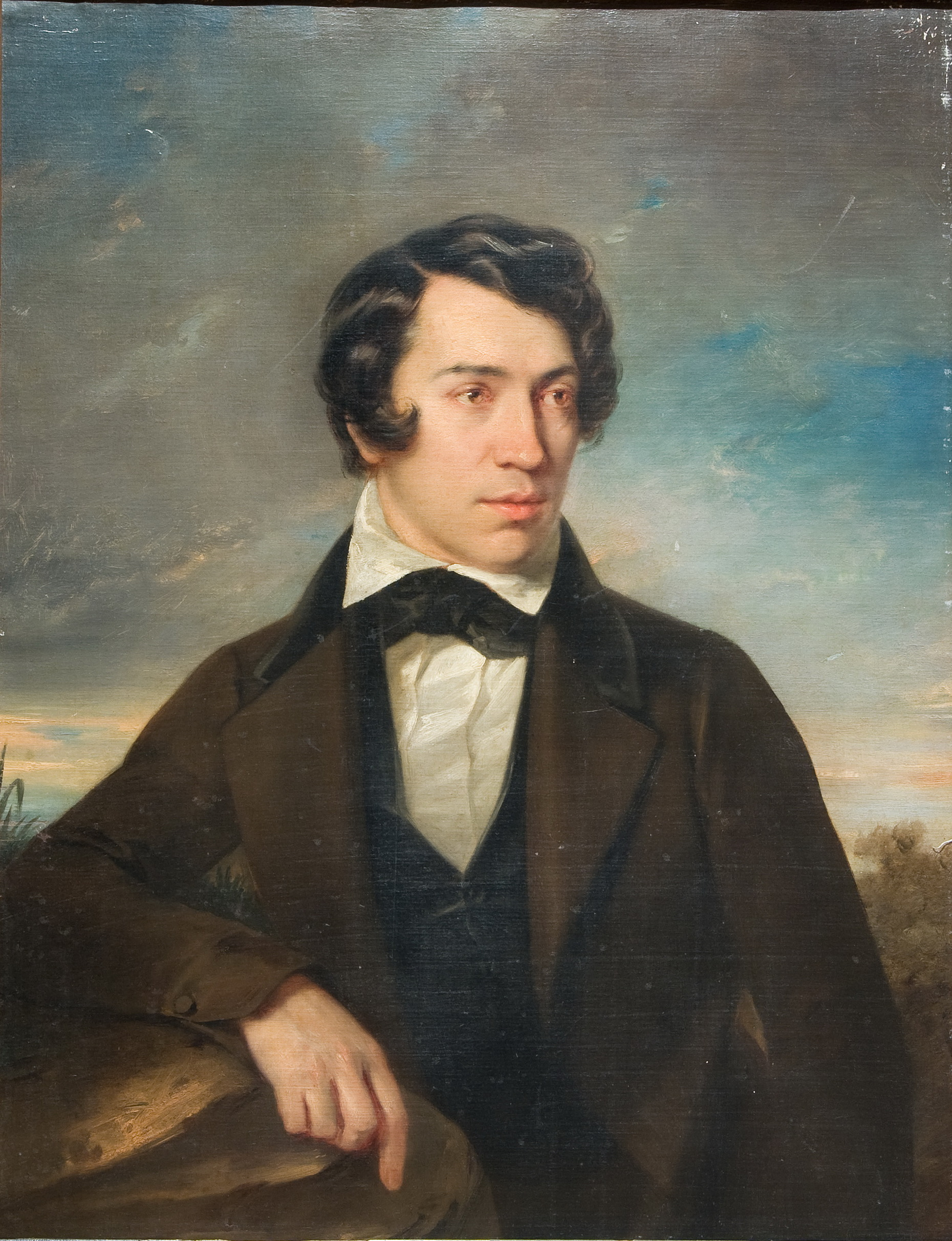
Основоположник «славянофильства» Алексей Хомяков. Автопортрет, 1842

## В печати

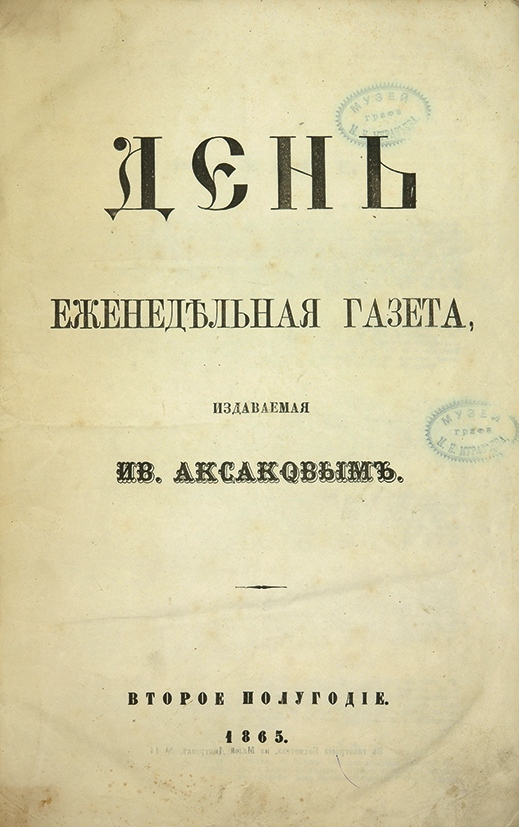
Газета «День», 1865. — Обложка